# Mănăstirea Vărbila
Mănăstirea Vărbila este un ansamblu de monumente istorice aflat pe teritoriul satului Vărbila, comuna Iordăcheanu. În Repertoriul Arheologic Național, monumentul apare cu codul 133786.01.01, 133786.01.02.

Ansamblul este format din patru monumente:
- Biserica „Adormirea Maicii Domnului” (cod LMI PH-II-m-A-16854.01)
- Ruine stăreție (cod LMI PH-II-m-A-16854.02)
- Turn clopotniță (cod LMI PH-II-m-A-16854.03)
- Zid de incintă (cod LMI PH-II-m-A-16854.04)